# Taşkesiği, Korkuteli
Taşkesiği là một xã thuộc huyện Korkuteli, tỉnh Antalya, Thổ Nhĩ Kỳ. Dân số thời điểm năm 2011 là 693 người.